# Allée couverte de Porz Huel
L'allée couverte de Porz Huel est une tombe mégalithique datée du Néolithique, située sur la commune de Kerlouan, dans le département français du Finistère.

## Historique
Le monument a été découvert par le commandant Alfred Devoir en 1913. E. Morel en a relevé le plan en 1926. La comparaison avec le monument actuellement visible montre que celui-ci n'a pas trop souffert depuis  bien qu'il soit situé sur la rive nord du Quillimadec dans l'anse de Tresseny et recouvert par la mer à chaque marée haute.

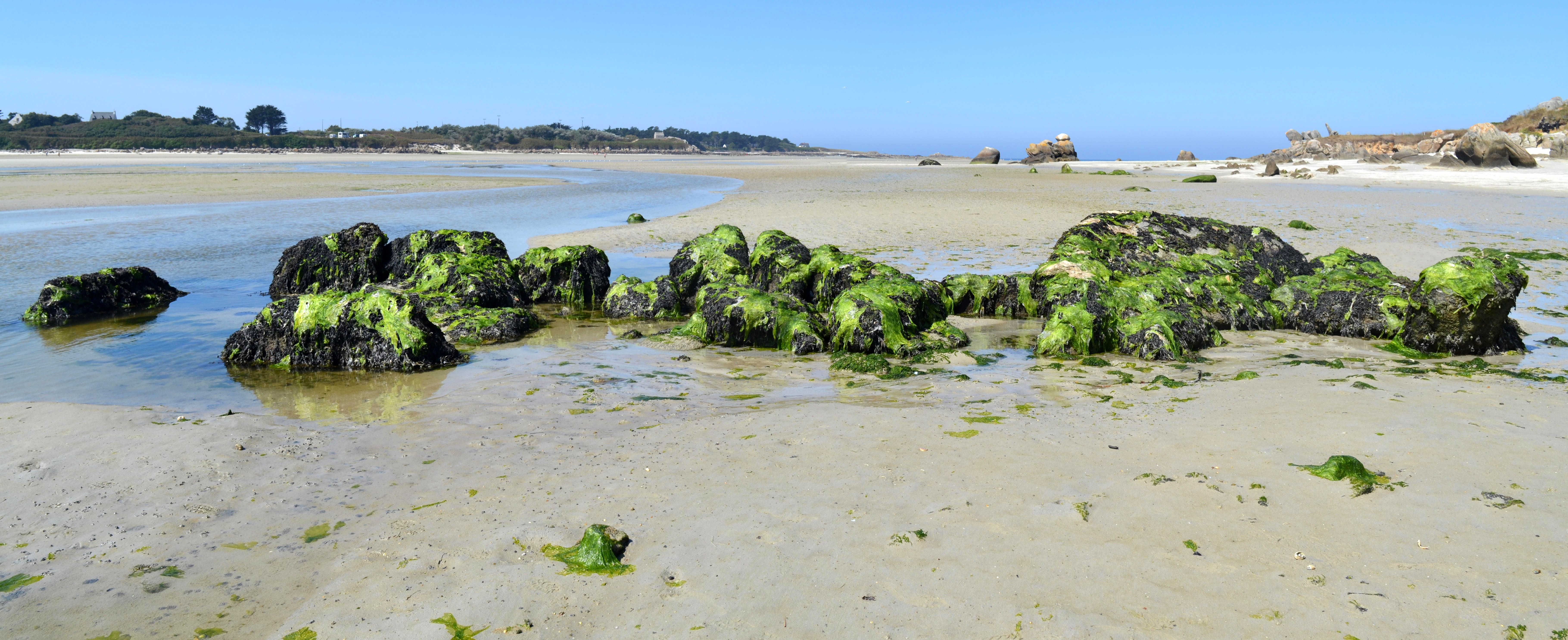
Vue de l'est.

## Description
Le monument est généralement considéré comme étant une allée couverte : sa largeur est constante, entre 1,50 m et 1,60 m, sur les cinq premiers mètres. L'ensemble mesure 23 m de longueur. Il est très légèrement orienté au nord-est. Le côté ouest, le mieux conservé, comporte dix orthostates dont neuf encore dressés, le dixième étant renversé à l'intérieur du monument. Le côté est ne comporte plus que quatre piliers en place. Les deux grandes dalles au nord sont des dalles de couverture effondrées. Le pilier le plus élevé mesure 1,10 m de hauteur. Certaines dalles comportent des traces de tentatives de débitage. Toutes les dalles sont en granite d'origine locale. Un bloc situé à environ 6 m au sud de l'ensemble pourrait avoir appartenu au monument
. 